# Raymond Ranjeva
Raymond Ranjeva (Antananarivo, 31 augustus 1942) is een Malagassisch rechtsgeleerde, hoogleraar, bestuurder en rechter. Hij was voor de periode van 1991 tot 2009 rechter van het Internationale Gerechtshof, waarin hij van 2003 tot 2006 vicepresident van het Hof was.

## Levensloop
Ranjeva studeerde aan de Universiteit van Madagaskar en behaalde hier in 1965 een bachelorgraad in rechtsgeleerdheid. Daarna studeerde hij aan de Universiteit van Parijs, waar hij in 1972 promoveerde tot doctor in publiekrecht en politicologie, met als proefschrift La succession d’organisations internationales en Afrique.
Sinds 1966 werkte hij aan de Universiteit van Madagaskar, waar hij begon te doceren vanaf 1972. Van 1981 tot 1991 was hij hier werkzaam als hoogleraar, waarbij hij 1982 tot 1986 decaan en van 1988 tot 1990 rector was van de universiteit.
Hij was verder hoogleraar aan verschillende andere academische instituten, waaronder in eigen land aan de militaire academie en aan de National School of Administration. Verder doceerde hij aan verschillende universiteiten in Frankrijk, Brussel, Burundi en gaf hij Franstalige cursussen aan de Haagsche Academie voor Internationaal Recht.
Ranjeva werkte in de jaren zeventig verder als conflictbemiddelaar voor het Internationaal Centrum voor de Beslechting van Investeringsgeschillen van de Wereldbank en vertegenwoordigde zijn land tijdens een aantal conferenties van onder meer de Verenigde Naties, in het bijzonder op het gebied van oceaanrecht. Verder hield hij zich bezig met een variatie aan zaken. Zo was hij lid van de Pauselijke Raad voor Rechtvaardigheid en Vrede, was hij arbiter van het Hof van Arbitrage van de Sport en zat hij in tal van besturen wereldwijd.
Van 1991 tot 2009 was hij rechter voor het Internationale Gerechtshof. In de periode van 2003 tot 2006 was hij daarnaast vicepresident van het Hof.
Ranjeva werd meermaals onderscheiden, waaronder met een eredoctoraat van de universiteiten van Limoges en Straatsburg. Verder werd hij opgenomen in de Orde van Madagaskar en een vijftal andere ordes.
- Bibliothèque nationale de France: cb11921144d (data)
- Gemeinsame Normdatei: 1045849359
- International Standard Name Identifier: 0000 0000 2511 8153
- Library of Congress Control Number: n78041475
- Nationale Bibliotheek van Tsjechië: mub2015867933
- Nederlandse Thesaurus van Auteursnamen: 072693886
- Système universitaire de documentation: 027089576
- Virtual International Authority File: 49230507
- WorldCat: E39PBJvxpkMhwBV3xdF8dDyGHC